# 吞劍

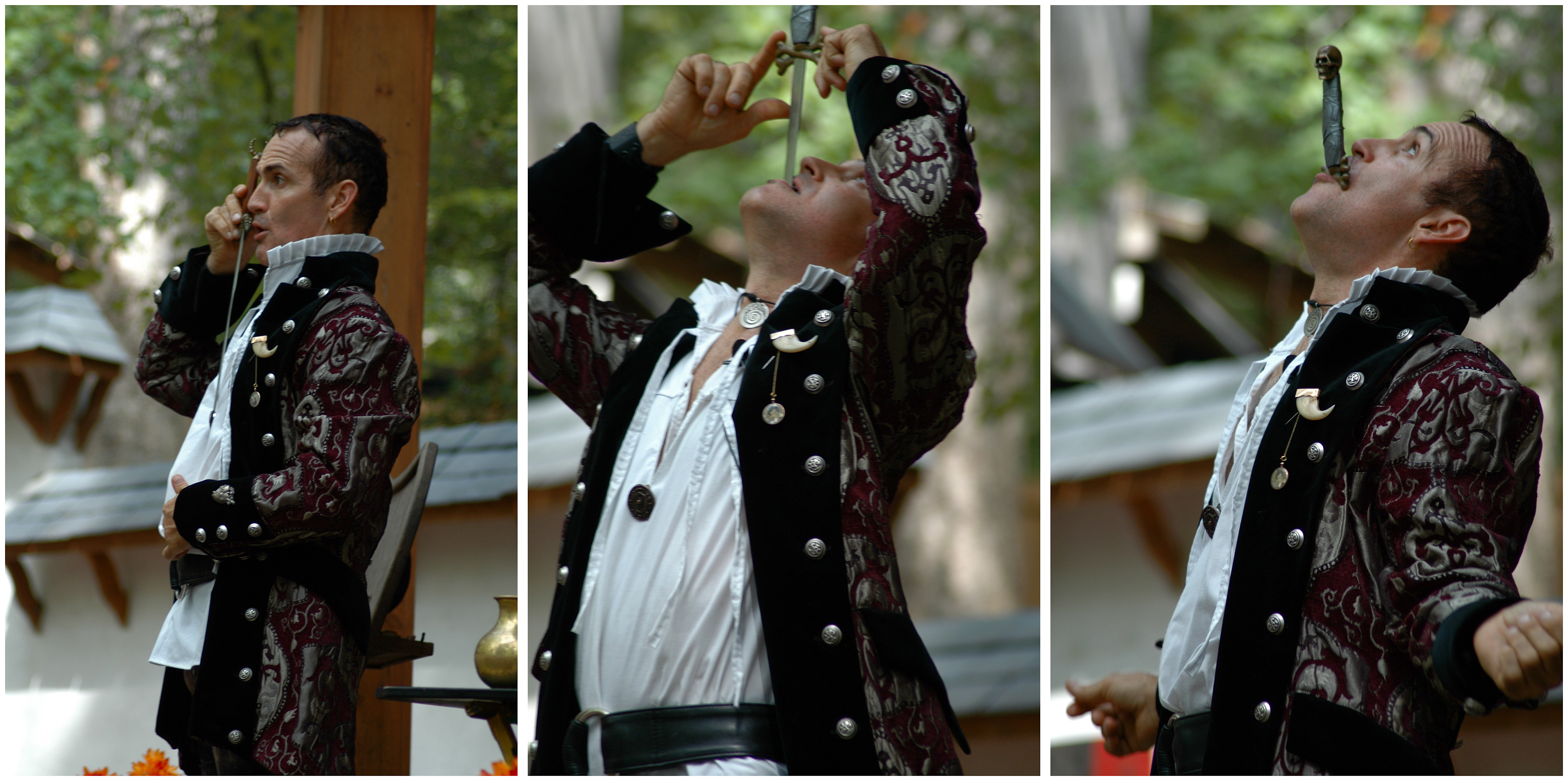
吞劍

吞劍，是一項危險的特技表演，也是一種行為藝術。表演者會把劍插入口中，劍尖經過食道到達胃部位置。其實吞劍者是真的把劍吞下，在吞劍過後會將之從口中拿回，吞劍期間他們還得忍受強烈的反胃感覺。国际上設有國際吞劍協會（SSAI）。吞劍這項活動極具危險性，以往曾有多起因表演吞劍而導致死亡或受傷的案例。

## 外部連結
- Swordswallow.com（页面存档备份，存于）